# Emmerik van Hongarije (heilige)

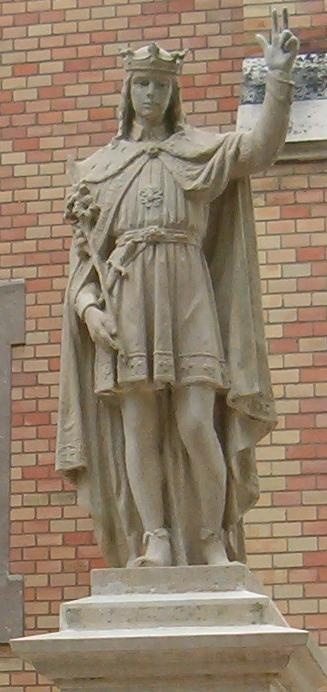
Standbeeld van de heilige Emmerik van Hongarije in Máriaremete.

Emmerik van Hongarije (circa 1000/1007 - 2 september 1031) was een Hongaarse prins uit de Árpáden-dynastie. Hij werd heilig verklaard door de Rooms-Katholieke Kerk.

## Levensloop
Emmerik was de zoon van koning Stefanus I van Hongarije uit diens huwelijk met Gisela, dochter van hertog Hendrik II van Beieren. Volgens legenden kreeg Emmerik een uiterst religieuze opvoeding door bisschop Gerard Sagredo. Zijn dagelijkse routine zou al snel in het teken hebben gestaan van praktiserende ascese. Een van de kenmerken daarvan was weinig slaap, aangezien de nacht werd doorgebracht met lezen of bidden. Ook zou hij gezworen hebben altijd zijn onschuld te bewaren, ook nadat hij gehuwd zou zijn.
Emmerik was de enige zoon van zijn vader die de volwassenheid bereikte. Rond 1026 zou hij volgens kronieken volgens de wil van zijn vader gehuwd zijn met Kresimir, de dochter van een Kroatische vorst. Andere bronnen zeggen dan weer dat zijn echtgenote een onbekende dochter van een Poolse vorst genaamd Mieszko zou zijn geweest. Ook kreeg hij van zijn vader een goede voorbereiding om later te regeren. Stefanus wenste dat Emmerik zijn mederegent zou worden en riep daarom de adel samen om Emmerik als mederegent  te laten kronen.
Emmerik overleed echter nog voor zijn kroning kon plaatsvinden. In september 1031 stierf hij onverwacht nadat hij gewond was geraakt tijdens een jachtpartij op wilde zwijnen. Zijn graf in Székesfehérvár werd al snel na zijn dood een pelgrimsoord. Koning Ladislaus I van Hongarije zette zich later in de 11e eeuw in voor de canonisatie van Emmerik en op 5 november 1083 werd hij samen met zijn vader door paus Gregorius VII heilig verklaard. In Duitsland wordt hij op 4 november herdacht, in Hongarije op 5 november. Gewoonlijk wordt hij afgebeeld als een jonge ridder met een lelie als attribuut.